# Vugelles-La Mothe
Vugelles-La Mothe is een gemeente in het Zwitserse kanton Vaud en maakt deel uit van het district Jura-Nord vaudois.

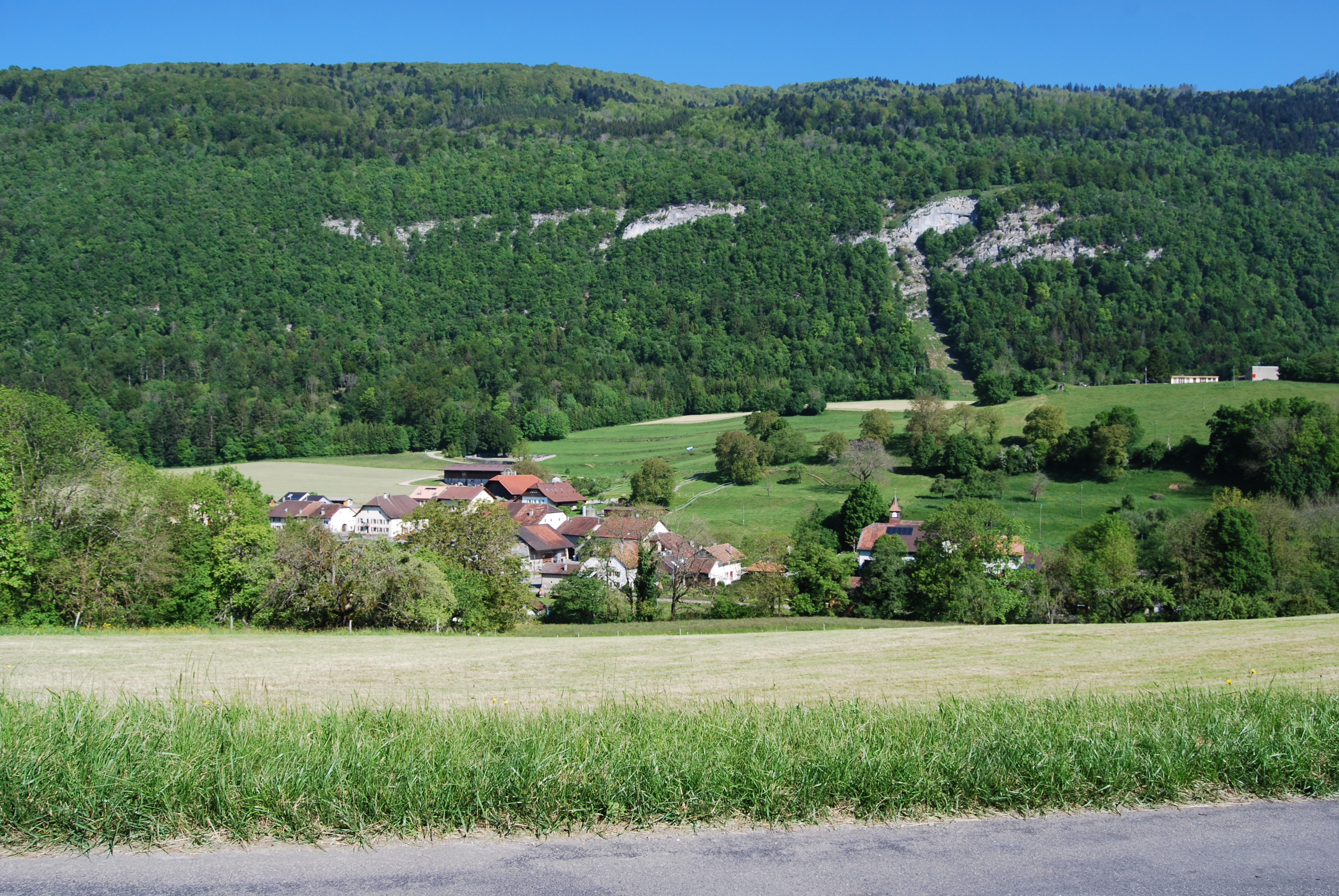
Vugelles

Vugelles-La Mothe telt 97 inwoners.

## Geschiedenis
De gemeente maakte deel uit van het district Yverdon tot dit in 2008 werd opgeheven.